# Girolles, Loiret

Girolles este o comună în departamentul Loiret din centrul Franței. În 1 ianuarie 2022 avea o populație de 599 de locuitori.